# Måns Herman Roos af Hjelmsäter
Måns Herman Roos af Hjelmsäter, född 28 mars 1831 i Järpås socken, död 2 januari 1880 i Chicago, var en svensk journalist.
Måns Herman Roos af Hjelmsäter var son till kaptenen Axel Gustaf Roos af Hjelmsäter och grevinnan Carolina Gustava Frölich. Han inskrevs som student vid Uppsala universitet 1847 och vid Lunds universitet 1853 men verkar inte ha avlagt någon examen. Han tjänstgjorde sedan som extraordinarie kanslist i Civildepartementet, men tog snart avsked och ägnade sig åt journalistik i olika tidningar samt tjänstgjorde som notarie under riksdagarna. Han emigrerade 1864 till USA och påstås ha deltagit som soldat i Nordamerikanska inbördeskriget för Nordstaterna. Efter att 1867–1869 ha varit redaktör för tidningen Svenska Amerikanaren i Chicago uppehöll sig Roos ett par år i Sverige, där han 1870–1871 var agent för Inmanlinjen och 1872 medarbetade i Stockholms aftonpost. Därefter återvände han till USA, där han till sin död var verksam som journalist i Chicago. Efter att ha varit medredaktör i Nya Verlden 1873–1874 ingick han i redaktionen för Nya Svenska Amerikanaren (nedlagd 1877). Han uppges ha varit den som främst fungerade som tidningens redaktör. I slutet av 1876 startade Roos Svenska Posten ("Folktidning för fri öfvertygelse och dessas fria uttalande"). 1877 ändrade han dess titel till Svenska Amerikanaren. Roos var ensam redaktör för denna 1877–1878 och sedan fram till sven död medredaktör. Han var en skicklig skribent, känd särskilt för sin ursinniga polemik mot de konservativa pietistiska prästerna och deras makt över immigranterna. Genom denna kampanj kom han att räknas som den liberala svensk-amerikanska pressens grundläggare. Hans personliga attityd var utpräglat aristokratisk. Nyhetstjänsten och det rutinmässiga tidningsarbetet försummade han. Under senare år var Roos kraftigt alkoholiserad.